# Zongshen
En la industria china de la motocicleta Zongshen (Chino: 宗申) es una empresa china de producción de motocicletas, cuatriciclos, generadores y motores, con sede en Chongqing, China. Afirma tener una producción anual de más de 1.000.000 de motocicletas.
Zongshen Chongqing es el fabricante original de Zongshen 200 GS y Zongshen 250 GS.kilhukh

## Historia
Zuo Zongshen, que había crecido en la pobreza, fundó la compañía Zongshen en 1992. Hoy en día, el Grupo Zongshen consta de 52 filiales de propiedad total o parcial. El grupo Zongshen tiene más de 18.000 empleados, y el total de activos de un valor de más de 4 millones de yuanes. Es uno de los cinco mayores fabricantes de motocicletas en China. Actualmente están en alianzas con Harley Davidson y Piaggio.
En 2006, el fundador Zuo Zongshen se perfila en la Discovery Channel y la CBC coproduciendo el documental de China Rises como un miembro de los nuevos ricos de China.
En 2007, Zongshen invirtió 300 millones de renminbi en un nuevo centro de investigación y desarrollo en Chongqing, como parte de su programa "Cyclone". El programa está diseñado para producir una tecnología única y diseños para los nuevos modelos de Zongshen, y diferenciar la marca de un entorno competitivo de modelos casi idénticos.
En 2012, Zongshen exportó aproximadamente el 30% de su producción de motocicletas. Re-marca sus productos en muchos países y sus productos se pueden ver en las líneas de muchos minoristas y distribuidores en el Reino Unido (Bajo la marca Lexmoto), España (Bajo la marca Macbor), Bielorrusia y Rusia (Bajo la marca M1nsk), Venezuela, Colombia (Bajo la marca AKT), Costa Rica (Bajo la marca Fórmula), Argentina (Bajo la marca Zanella), Brasil y Perú.
Zongshen Group también es propietaria de Zongshen PEM, una filial canadiense registrada en Vancouver que vende motocicletas, e-bikes y scooters eléctricos al mercado norteamericano.
En 2019 la empresa firma un acuerdo con la británica Norton para utilizar su motor de 650 cc en modelos de su marca.

## Modelos
Los modelos Zongshen incluyen: 
- RX1 (ZS125-51, ZS150-51 y ZS200-51)
- RX3 (ZS250GY-3)
- RX4 (ZS500GY)
- RC3 (ZS250GS-2)
- RZ3 (ZS250GS-2A)
- ZS 50 GY
- ZS 110-26
- ZS 125-2
- ZS 125-4
- ZS 125 GY-Un
- ZS 125 ST ATV
- ZS 125 T-7
- ZS 125 T-8
- ZS 150 GY
- ZS 200 GY
- ZS 250 GY-3
- ZS 125 T-30
- ZS 200 GS
- ZS 250 GS
- ZS 250-5
- Zx 200
- Z One S
- Z II
- Zongshen 250cm-3 zs171fmm atv
- Zongshen ZS125-67

## KD50QT-4
Zongshen/Kangda Pexma KD50QT-4 es un scooter urbano de cuatro tiempos y un solo cilindro, con un desplazamiento del motor de 50 cc.

### Especificaciones
- Tipo de motor: cuatro tiempos, un cilindro, refrigerado por aire, OHC, dos válvulas.
- Desplazamiento: 49,7 cc
- Caballos de fuerza: 3,4 Bhp (2,5 kW)
- Economía de combustible: 54 km/l

## Zongshen RX1 Cyclone ZS 125-51
Zongshen RX1 Cyclone ZS125-51 es una trail aventurera de cuatro tiempos y un solo cilindro refrigerado por aire y árbol de levas en cabeza, con un desplazamiento del motor de 125 cc.

### Especificaciones
- Tipo de motor: cuatro tiempos, un cilindro, refrigerado por aire, OHC, dos válvulas.
- Desplazamiento: 124,7 cc
- Caballos de fuerza: 10,6 Bhp (7,8 kW) a 8500 rpm
- Economía de combustible: 52,6 km/l

Re-marcada en Europa bajo las siguientes marcas
- España y Portugal - MACBOR MONTANA XR1 125cc
- Reino Unido - SINNIS TERRAIN 125cc
- Polonia - JUNAK RX One 125cc y ROMET ADV 125 FI PRO

## Zongshen Racing

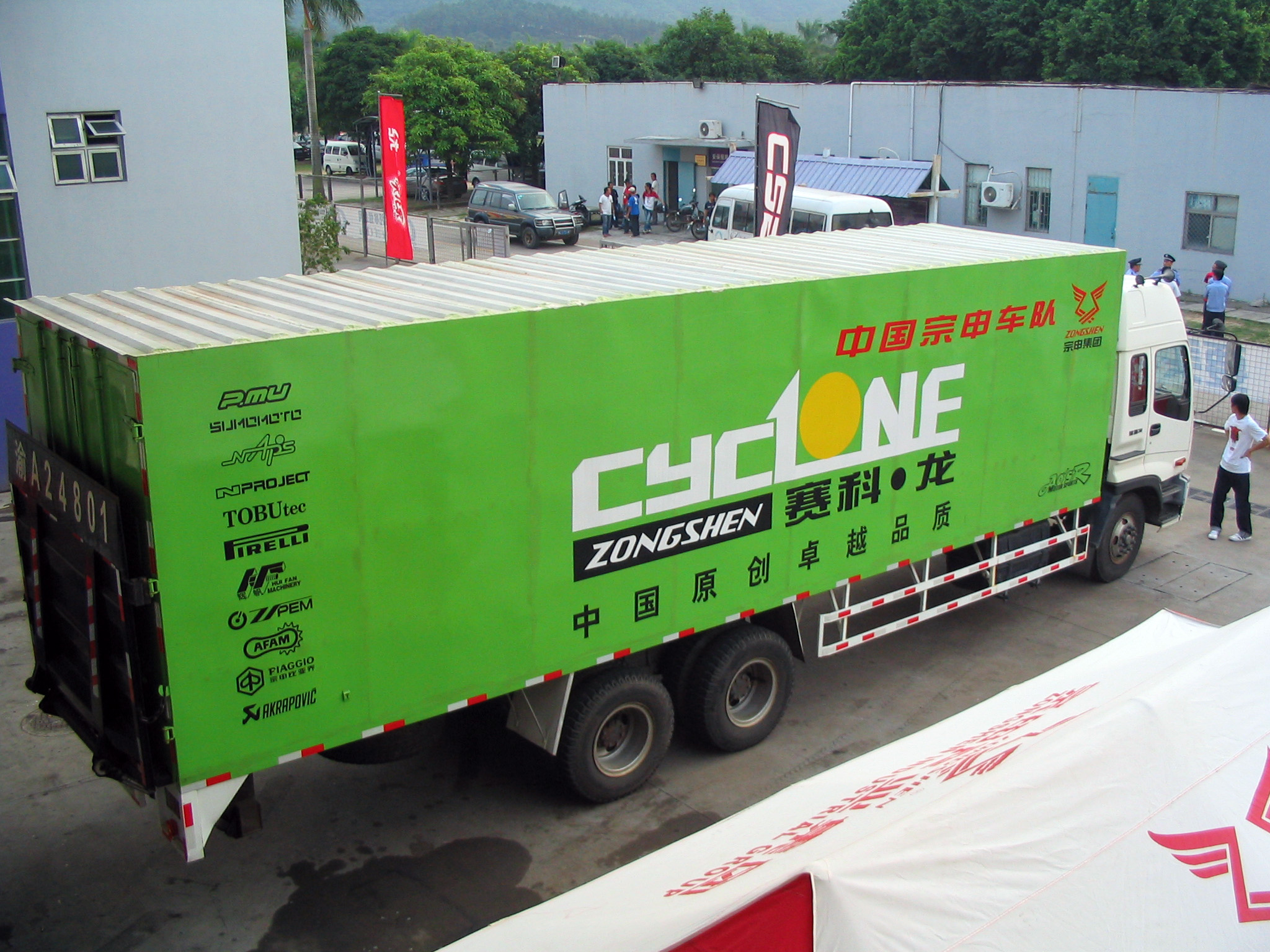
Camión del equipo de Zongshen Racing

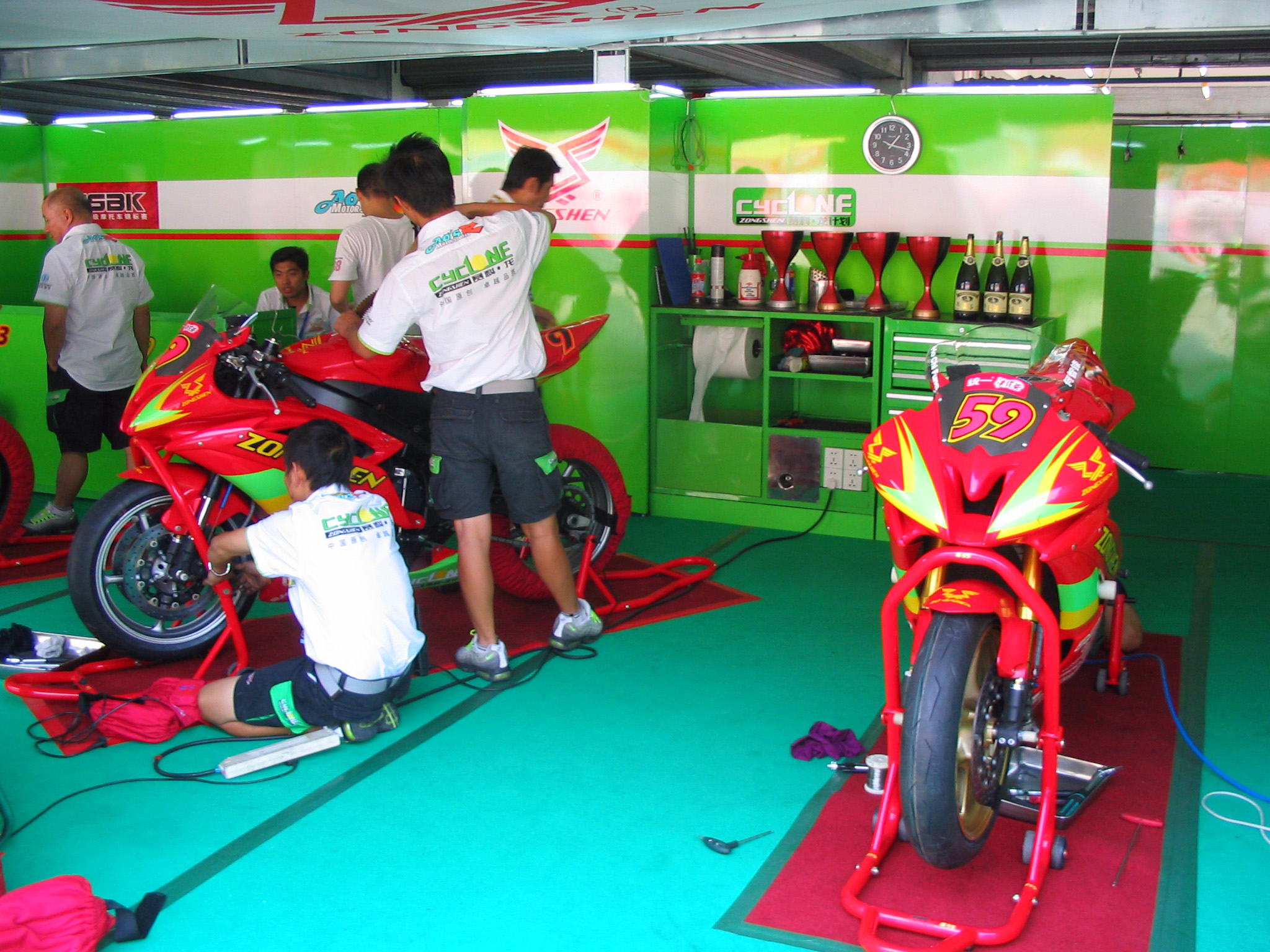
Cochera de Zongshen Racing

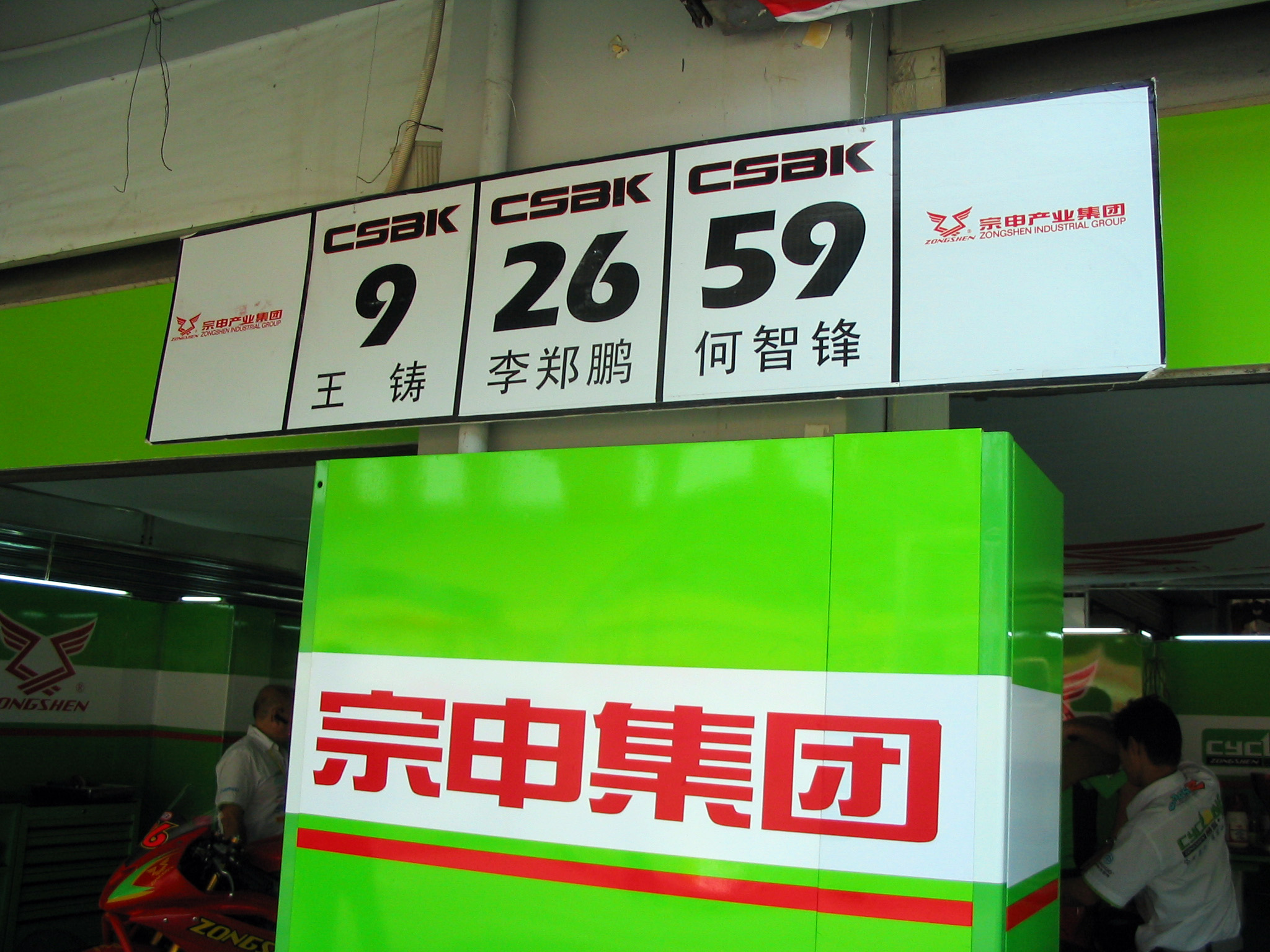
Los nombres de los pilotos de Zongshen Racing

Zongshen corre en varios campeonatos de motocicletas con el eslogan de China Zongshen Racing. Se trata de un importante competidor en el Campeonato de Superbikes de China, ganando títulos de los pilotos en 2007 y 2008. En 2002, el equipo de Zongshen de China tomó los 2 primeros lugares del campeonato de resistencia mundial con el entrenador francés; "Michel MARQUETON" En 2003, el equipo de Zongshen tomó las 5 primeras carreras del campeonato mundial de resistencia con el mismo entrenador, pero terminó el campeonato en el segundo lugar.
Zongshen también ha ganado varios campeonatos FIM de motocicletas eléctricas (también conocido como el TTXGP) en los últimos años, compitiendo contra equipos bien financiados de todo el mundo. Si bien muchas de las partes críticas de la motocicleta eléctrica de Zongshen no se producen estrictamente por Zongshen, sostienen que desarrollaron la motocicleta de forma interna. La motocicleta eléctrica de carreras que Zongshen usó para ganar el 2013 TTXGP es impulsado por un motor eléctrico Yasa-750.En 2017 para el Dakar Rally Willy JOBARD es el nuevo rally jefe de la equipa de rally con una nueva moto NC450.